# Atlides polama
Atlides polama is een vlinder uit de familie van de Lycaenidae. De wetenschappelijke naam van de soort werd als Thecla polama in 1902 gepubliceerd door Schaus.